# The Centre of the Heart
The Centre of the Heart – singel szwedzkiego duetu Roxette. Został wydany w marcu 2001 r. jako pierwszy singel promujący album Room Service. Piosenka została nagrana już podczas sesji zespołu do płyty Have a Nice Day i miała zostać pierwszym singlem ją promującym, jednak duet uznał, że nie pasuje ona do albumu. Znana jest też pod tytułem "The Centre of the Heart (Is a Suburb to the Brain)". Klip do piosenki w reżyserii Jonasa Åkerlunda był jednym z najdroższych wyprodukowanych od czasów wideo "Spending My Time" z 1991 roku.

## Lista utworów
- The Centre of the Heart
- The Centre of the Heart (Stonebridge Club edit)
- The Centre of the Heart (Stonebridge Club mix)
- The Centre of the Heart (Yoga remix)
- The Centre of the Heart (Stonebridge Peak Hour dub)
- The Centre of the Heart (Stonebridge More Vox dub)